# پیراموش

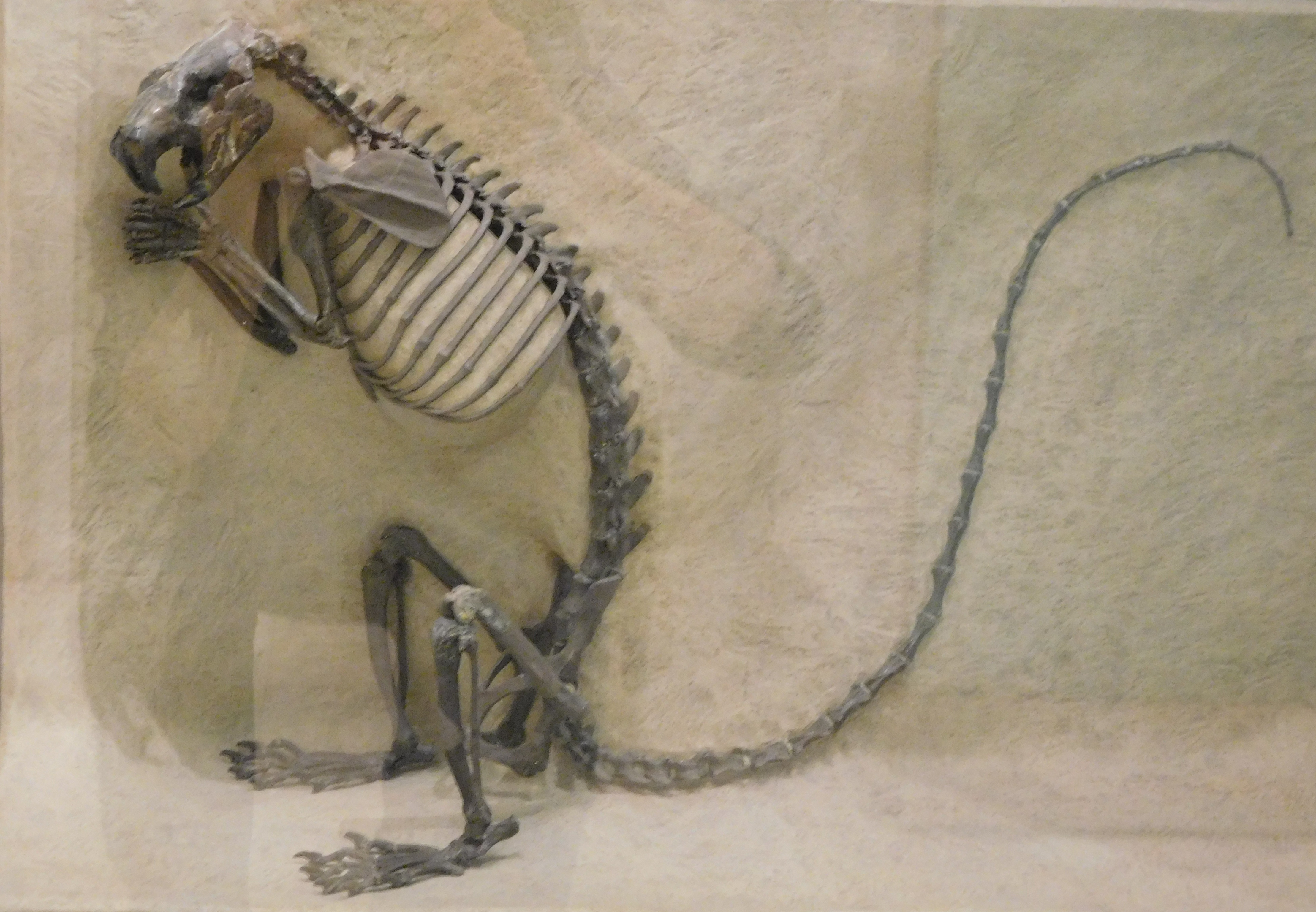
فسیل Paramys delicatus یا پیراموش در سالن پستانداران پیشرفته در موزه تاریخ طبیعی آمریکا، نیویورک

پیراموش (نام علمی: Paramys) نام یک سرده از راسته جوندگان است.